# Recquignies
Recquignies ist eine französische Gemeinde mit 2379 Einwohnern (Stand: 1. Januar 2022) im Département Nord in der Region Hauts-de-France. Sie gehört zum Arrondissement Avesnes-sur-Helpe und zum Kanton Fourmies.

## Geographie
Die Gemeinde Recquignies liegt am Fluss Sambre, sieben Kilometer östlich von Maubeuge und sieben Kilometer westlich der Grenze zu Belgien. Umgeben wird Recquignies von den Nachbargemeinden Boussois im Norden, Marpent im Osten, Colleret im Südosten und Süden, Cerfontaine im Südwesten, Rousies im Südwesten und Westen sowie Assevent im Nordwesten.

## Einwohnerentwicklung
| Jahr                       | 1962 | 1968 | 1975 | 1982 | 1990 | 1999 | 2006 | 2012 | 2020 |
| Einwohner                  | 2352 | 2428 | 2382 | 2577 | 2521 | 2490 | 2372 | 2380 | 2460 |
| Quellen: Cassini und INSEE |      |      |      |      |      |      |      |      |      |

## Sehenswürdigkeiten
- Kirche Saint-Sulpice aus dem 19. Jahrhundert in Recquignies
- Kirche Saint-Martin in der Ortschaft Rocq, Anfang des 16. Jahrhunderts erbaut
- Schloss La Carnière

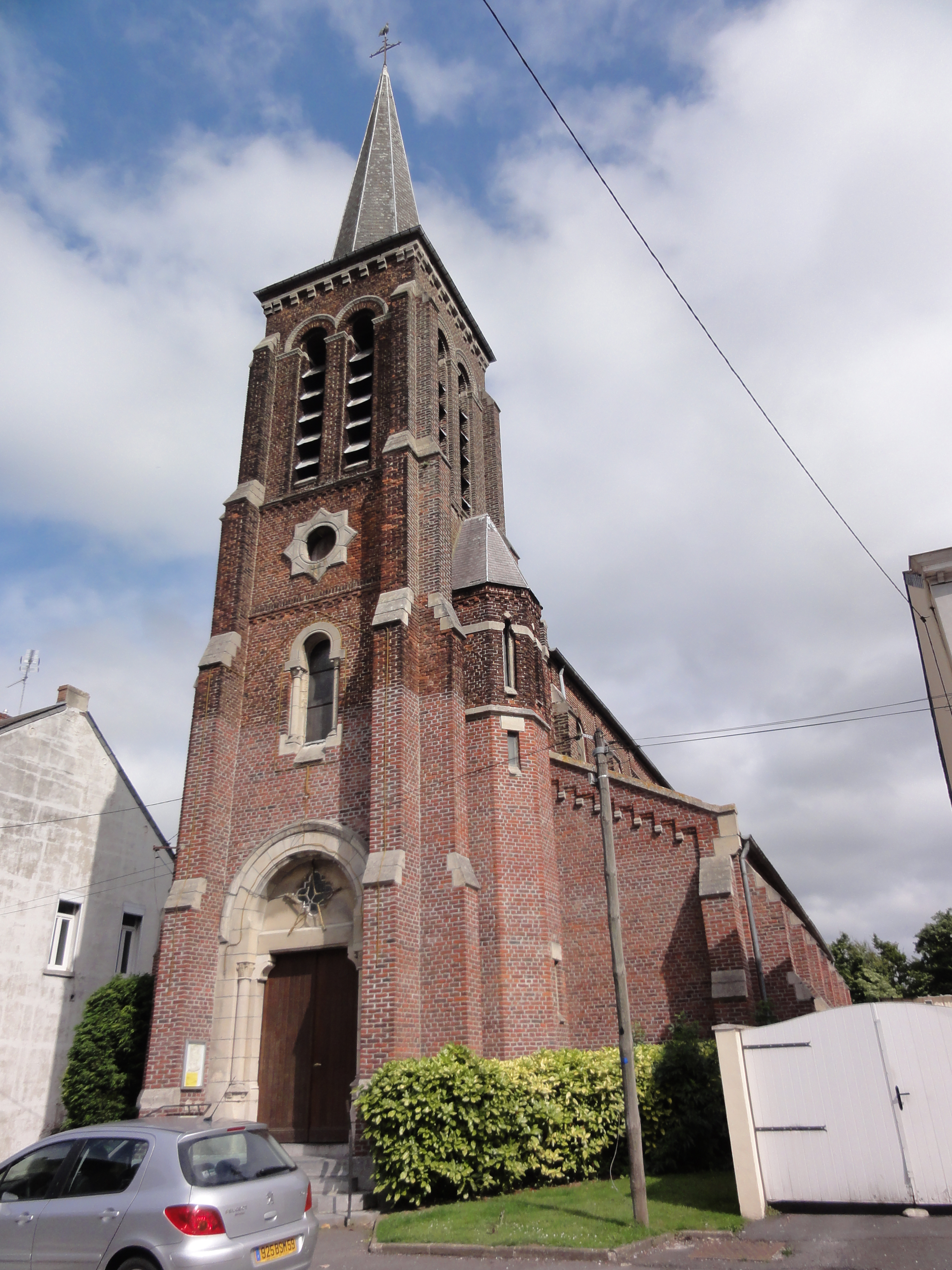
Kirche Saint-Sulpice
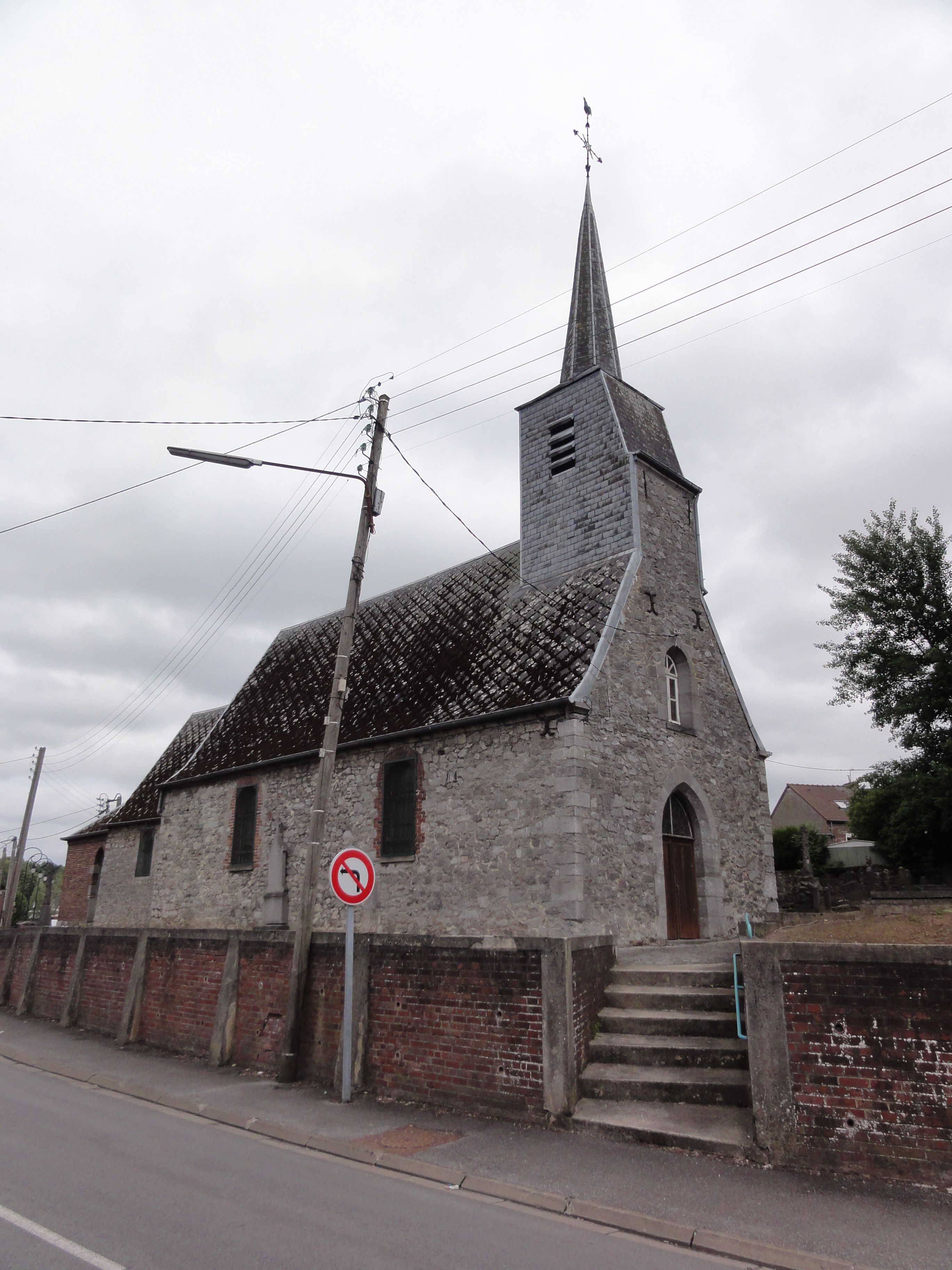
Kirche Saint-Martin
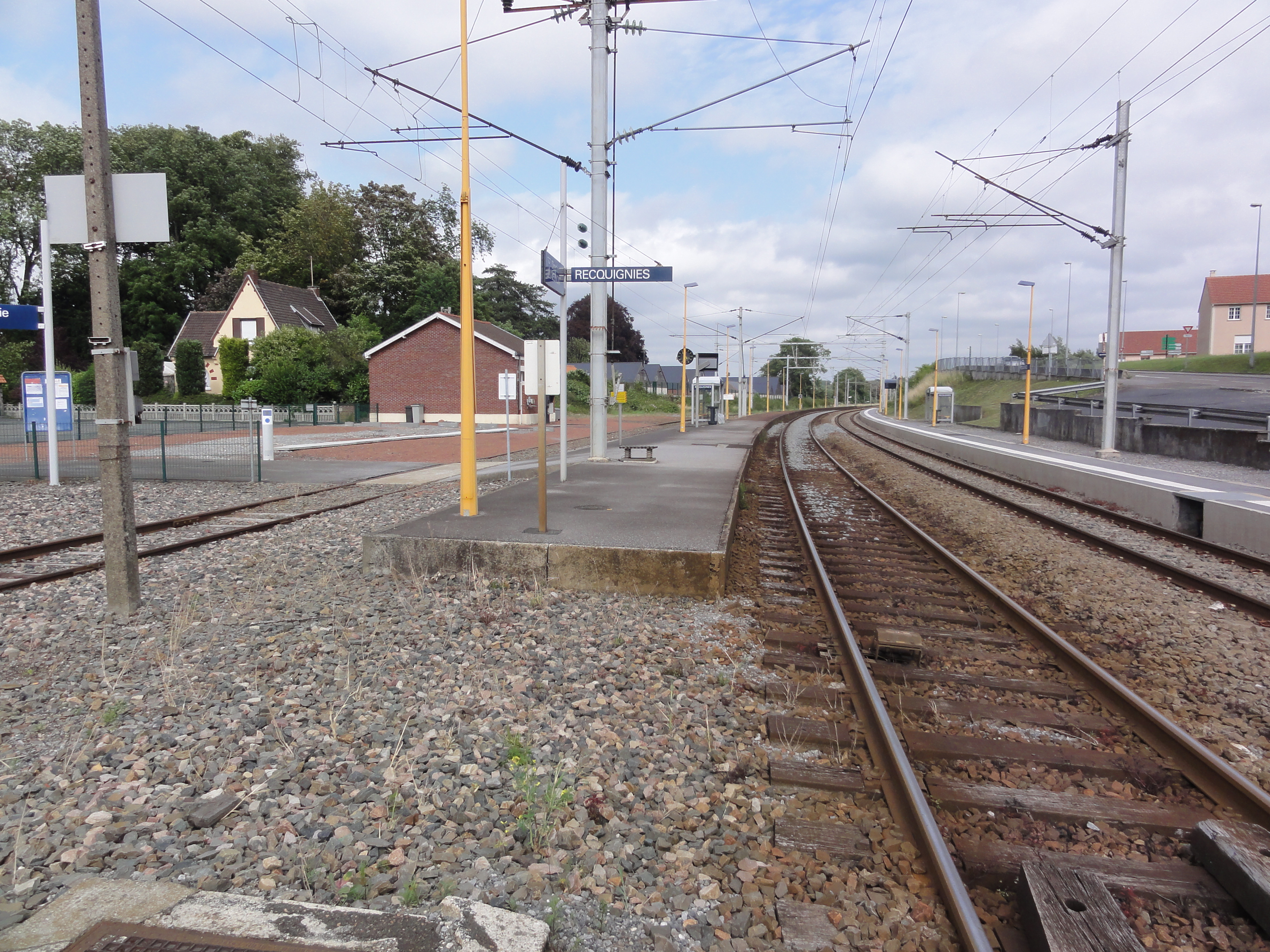
Bahnhof
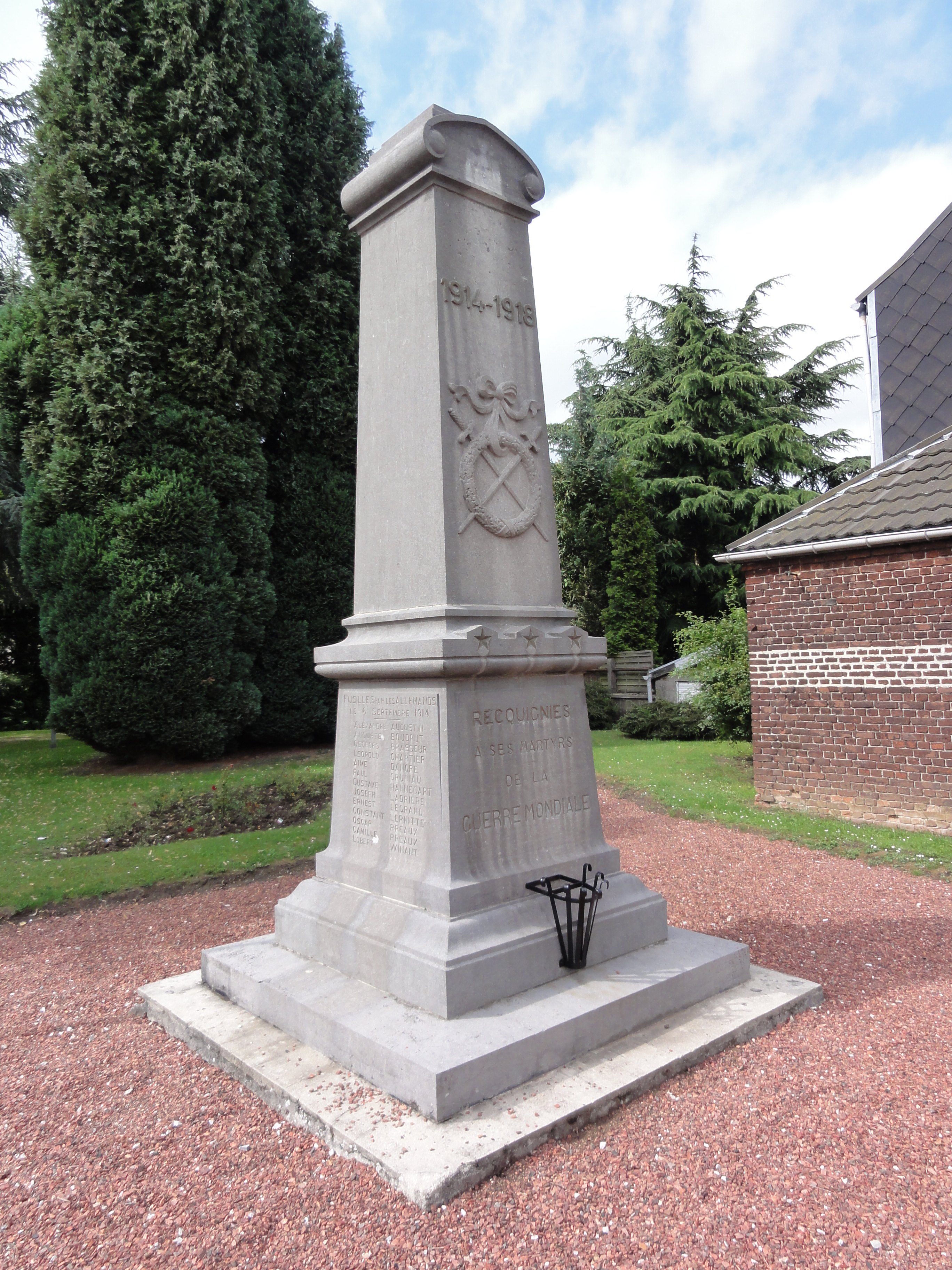
Gefallenendenkmal